# Fritz Dietrich (SS-Führer)
Fritz Dietrich (* 6. August 1898 in Lafraun; † 22. Oktober 1948 in Landsberg am Lech) war ein österreichischer SS-Führer und Polizeipräsident von Saarbrücken zur Zeit des Nationalsozialismus.

## Leben
Nach dem Schulbesuch nahm Dietrich als Soldat am Ersten Weltkrieg teil und erhielt mehrere Auszeichnungen. Anschließend absolvierte er in Graz ein Chemiestudium, das er mit Promotion abschloss. Seit dem Studium gehörte er der Akademischen Burschenschaft Ostmark Graz an. Ab 1930 übernahm Dietrich Sonderaufträge für die NSDAP und war in der Steiermark 1934 führend am Juliputsch beteiligt. Von 1935 bis 1936 war er in der Reichsleitung der NSDAP beschäftigt. Dietrich trat zum 1. Mai 1933 der NSDAP bei (Mitgliedsnummer 2.674.343) und war seit dem 7. Mai 1936 auch Mitglied der SS (SS-Nummer 280.034).
Ab Ende 1936 war Dietrich für den Sicherheitsdienst des Reichsführers SS (SD) tätig, zunächst als Stabsführer in Münster und München und später als Unterabschnittsführer in Saarbrücken. Ende 1939 wurde Dietrich nach Ermittlungen gegen ihn wegen Unterschlagung aus dem SD entlassen. In der SS wurde Dietrich im September 1941 zum SS-Obersturmbannführer befördert.

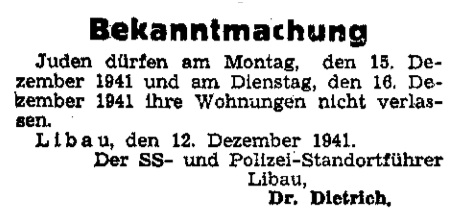
Von Dietrich am 12. Dezember 1941 verfügte Ausgangssperre für Juden in Libau, die am 13. Dezember 1941 publiziert wurde.

Nach Beginn des Deutsch-Sowjetischen Krieges war Dietrich von September 1941 bis November 1943 als SS-Polizei- und Standortführer im lettischen Libau eingesetzt. Dietrich verfügte am 12. Dezember 1941 eine Ausgangssperre für Juden in Libau, als vorbereitende Maßnahme für das Massaker von Šķēde. Am 31. Dezember 1941 wurde Dietrich durch den Führer eines Teilkommandos der Einsatzgruppe A Wolfgang Kügler mitgeteilt, dass 2.731 Juden und 23 Kommunisten ermordet worden seien.
Ab April 1944 war Dietrich zunächst kommissarisch und ab Juli 1944 offiziell Polizeipräsident von Saarbrücken. Zusätzlich übernahm Dietrich in Saarbrücken noch Posten als Kampfkommandant, Wehrmachtbefehlshaber, Vorsitzender des Standgerichts und öffentlicher Luftschutzleiter. Dietrich erhielt im Sommer 1944 von Jürgen Stroop persönlich den mündlich gegebenen „Fliegerbefehl“, der die Ermordung von notgelandeten alliierten Piloten vorsah. Dietrich ordnete im Juli/August 1944 die Erschießung von insgesamt sieben festgenommenen notgelandeten alliierten Fliegern an. Die Piloten wurden aus den Haftstätten in Malstatt, Burbach und Neunkirchen abgeholt und hinterrücks in einem Wald „auf der Flucht“ erschossen. In einem Fall überlebte ein Opfer schwerverletzt und wurde am nächsten Morgen aufgefunden. Dietrich befahl den Schwerverletzten durch eine Injektion zu töten, was aber fehlschlug. Danach wurde auch dieser Pilot erschossen.
Nach Kriegsende befand sich Dietrich in alliierter Internierung. Dietrich wurde am 30. Juni 1947 mit sieben weiteren Beschuldigten während der Fliegerprozesse im Rahmen der Dachauer Prozesse vor einem amerikanischen Militärgericht angeklagt. Dietrich stritt ab, den Fliegerbefehl erhalten oder weitergegeben zu haben, noch habe er davon gehört oder die Ermordung von Piloten angeordnet. Wegen seiner Beteiligung an den Fliegermorden wurde Dietrich am 15. Juli 1947 zum Tode verurteilt. Am 22. Oktober 1948 wurde er im Kriegsverbrechergefängnis Landsberg durch den Strang hingerichtet. Als er um ein letztes Wort gebeten wurde, bezeichnete er sich als Opfer eines grausamen Siegers, der dem deutschen Volk ohne zwingenden Grund unermessliches Leid zugefügt habe.